# Royal Irish Rangers
Les Royal Irish Rangers (27th (Inniskilling) 83rd & 87th) était un régiment d'infanterie régulière de l'armée britannique dont l'existence fut relativement courte. Formé en 1968, il a ensuite fusionné avec le régiment de défense de l'Ulster en 1992 pour former le Royal Irish Regiment.

## Historique

### Création
Les Royal Irish Rangers ont été créés le 1er juillet 1968 de la fusion des trois régiments de la North Irish Brigade : les Royal Inniskilling Fusiliers, les Royal Ulster Rifles et les Royal Irish Fusiliers. La date a d'abord été appelée "Vesting Day" (puis "Rangers Day"), soulignant que les traditions des anciens régiments étaient "dévolues" au nouveau grand régiment. Peu après sa création, en décembre 1968, et dans le cadre d'une réduction générale des effectifs de l'armée, le 3e bataillon (anciennement Royal Irish Fusiliers) a été dissous. Les trois régiments avaient des traditions anciennes et différentes (Rifle et Fusilier) et pour éviter de favoriser l'un par rapport à l'autre, la désignation unique de "Rangers" a été adoptée. Ce titre n'existait plus dans l'armée britannique depuis 1922. Avec la création des "divisions d'infanterie", les Royal Irish Rangers ont été intégrés à la King's Division, aux côtés des régiments du nord de l'Angleterre.

### Déploiements
Le 1er bataillon a déménagé à la caserne de Barrosa à Hemer, en Allemagne, en septembre 1970, d'où les unités ont été déployées à Chypre pour des missions de maintien de la paix en novembre 1971. Le bataillon est rentré au pays en juillet 1974, où il a été stationné dans les casernes de Battlesbury, à Warminster, où il est devenu le bataillon de démonstration de l'infanterie. Deux ans plus tard, il est transféré à RAF Little Rissington dans les Cotswolds, avant d'être envoyé à Berlin en mai 1979. Après son retour au pays en avril 1981, le bataillon s'est installé à Chester pendant deux ans avant de déménager aux casernes Belfast à Osnabrück en janvier 1985. Le bataillon a été déployé en Irlande du Nord pendant les troubles en septembre 1988.
Le 2e bataillon, qui avait été basé à Gibraltar lors de sa formation, est rentré chez lui en octobre 1969. Il a déménagé aux casernes Barrosa à Hemer en juillet 1974, d'où il s'est déployé à Chypre en janvier 1975. Après son retour au pays en mars 1979, elle a déménagé à Wavell Barracks à Berlin en octobre 1981 et est revenue en Angleterre en mars 1983. Elle est déployée à Chypre en mai 1985 et aux îles Malouines en mars 1987.

### Options for change
Dans le cadre de la réorganisation "Options for Change", les Royal Irish Rangers ont été fusionnés avec le Régiment de Défense de l'Ulster pour former le nouveau Royal Irish Regiment (27th (Inniskilling) 83rd and 87th and Ulster Defence Regiment) en 1992.

## Uniforme

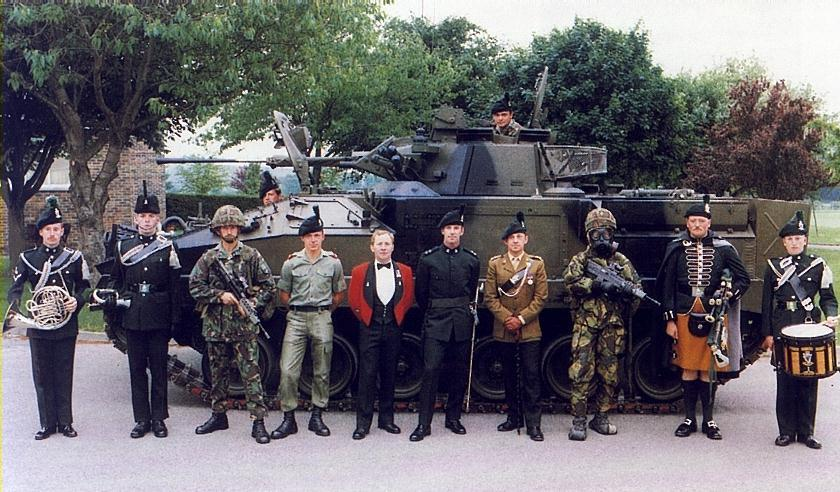
Uniformes des Rangers

La prise en compte des traditions des trois régiments a nécessité des compromis :
- Le caubeen a été adopté comme coiffure pour le nouveau régiment, car tous les anciens régiments l'avaient porté[1].
- Le hackle vert était auparavant porté par les Royal Irish Fusiliers[1].
- Les insignes de collier Castle étaient portés par les Royal Inniskilling Fusiliers[1].
- Les boutons noirs étaient portés par les Royal Ulster Rifles[1].
- Le ceinturon à croix marron est un compromis entre le ceinturon marron de Sam Browne porté par les Fusiliers et le ceinturon à croix noire porté par les Rifles[1].

En outre, tous les militaires du nouveau régiment devaient porter des pantalons "vert cornemuse".

## Armée territoriale
Les bataillons territoriaux forment le 4e bataillon des Royal Irish Rangers (milice nord-irlandaise) qui comprend également la seule compagnie des London Irish Rifles et le 5e bataillon des Royal Irish Rangers. Les deux bataillons TA se sont entraînés en tant qu'unités jusqu'en 1993, date à laquelle, à la suite du Livre blanc Options for Change, ils ont été fusionnés pour former le 4/5e bataillon des Royal Irish Rangers (Volontaires).

## Tableau d'honneur

### Après 1968
- 21 mai 1972. Ranger William J Best - 1 R IRISH. Un jeune homme de 19 ans en permission en Allemagne, enlevé au domicile de sa mère à Derry et tué par l'OIRA[6].
- 19 juillet 1972. Sergent-chef Talaiasi Labalaba BEM, MID - 2 R IRISH (attaché au 22 SAS). Au cours de la bataille de Mirbat à Oman[6],[7].
- 23 mars 1974. Major D P Farrell MBE - 1 R IRISH (retraité). Abattu par l'OIRA alors qu'il promenait son chien près de son domicile à Mountfield, près d'Omagh, dans le comté de Tyrone[6].
- 12 avril 1974. Capitaine S. Garthwaite MID - rattaché au 22e SAS. Oman[6].
- 6 décembre 1977. Ranger Charles George McLaughlin et Ranger Hugh Thompson - 1 R IRISH. Décédés dans l'exercice de leurs fonctions de pompiers à Manchester pendant la grève des pompiers[6].
- 28 décembre 1980. Adjudant Hugh McGinn - 5 (V) R IRISH. Abattu par l'Irish National Liberation Army à la porte de son domicile à Armagh[6].
- 13 avril 1983. Sergent Trevor A Elliot - 5(V) R IRISH. Abattu par l'Armée républicaine irlandaise provisoire (PIRA) à Keady[6],[8].
- 9 mai 1984. Caporal Trevor May - 4(V) R IRISH. Tué à Newry lors de l'explosion d'un engin explosif improvisé placé sous une voiture[6].
- 9 octobre 1989. Caporal Tommy Gibson - 4(V) R IRISH. Tué par l'IRA provisoire à Kilrea[6].
- 24 octobre 1990. Ranger Cyril J Smith QGM - 2 R IRISH. Tué alors qu'il tentait de libérer un homme lié à une bombe - sa voiture - lancée contre un poste de contrôle frontalier à Killeen, près de Newry. La famille de l'homme était retenue en otage dans sa maison[6].
- 17 janvier 1992. Ranger Robert Dunseath - 4 R IRISH. Tué dans un attentat à la mine terrestre à Teebane, près de Cookstown, dans le comté de Tyrone, alors qu'il se trouvait dans un bus civil transportant des travailleurs de la caserne de Lisanelly à Omagh[6].

## Musique du régiment
La marche rapide du régiment est Killaloe. Elle a été écrite vers 1887 par un compositeur irlandais, Robert Martin, pour la comédie musicale londonienne "Miss Esmeralda". Les paroles racontent l'histoire d'un professeur de français qui tente de se faire comprendre d'une classe difficile de Killaloe. À l'origine en 2/4, la chanson a été rendue célèbre dans les milieux militaires par un cousin du compositeur, le lieutenant Charles Martin du 88th Connaught Rangers (The Devil's Own). Il a composé de nouvelles paroles, en 6/8, pour célébrer la renommée de son régiment. L'histoire du régiment ne mentionne pas l'air, mais il existe une explication qui pourrait expliquer le cri ou le hurlement dans la version militaire de Killaloe.
Historiquement, au sein du 1er Bataillon (Connaught Rangers), anciennement le 88e, l'un des airs de marche préférés était "Brian Boru", joué lors de la traversée d'une ville - souvent après une marche chaude et lourde. À cette occasion, et à l'heure indiquée par le sergent-major, la fanfare marquait une pause et tous les soldats poussaient un "Connaught yell" (cri du Connaught). Cette marche devint populaire parmi les autres régiments irlandais et plusieurs autres séries de paroles furent conçues. Lors des défilés, les soldats des Royal Irish Rangers poussaient un "Ranger yell" qui faisait froid dans le dos ; cette pratique se poursuit au sein du Royal Irish Regiment.
Le premier enregistrement connu de Killaloe a été réalisé par Richard Dimbleby, correspondant de guerre de la BBC dans le nord de la France, peu avant Dunkerque. Le "célèbre régiment irlandais" dont Dimbleby dit qu'il joue au défilé n'est pas nommé, mais il s'agirait des Royal Irish Fusiliers ou des Royal Inniskilling Fusiliers.
En 1944, la BBC a enregistré le 1er bataillon des Royal Inniskilling Fusiliers Pipes & Drums jouant Killaloe, alors adopté officieusement comme la marche de la 38e brigade (irlandaise), lors de l'approche de Monte Cassino. Killaloe a été adopté par les Royal Irish Rangers lors de leur formation, puis par le Royal Irish Regiment lors de sa fusion en 1992.

### Textes
Les soldats ajoutaient souvent leurs propres mots à l'air qu'ils chantaient, sotto voce, en marchant :
« (Oh) We're the Irish Rangers,
The boys who fear no danger,
We're the boys from Paddy's land
YO!
Shut up you buggers and fight »
« (Oh) Nous sommes les Rangers irlandais,
les garçons qui ne craignent aucun danger,
nous sommes les garçons du pays de Paddy
YO!
Taisez-vous et battez-vous »

## Lignée
| Royal Irish Rangers (27th (Inniskilling) 83rd and 87th) | Royal Inniskilling Fusiliers                | 27th (Inniskilling) Regiment of Foot            |
| Royal Irish Rangers (27th (Inniskilling) 83rd and 87th) | Royal Inniskilling Fusiliers                | 108th Regiment of Foot (Madras Infantry)        |
| Royal Irish Rangers (27th (Inniskilling) 83rd and 87th) | Royal Ulster Rifles                         | 83rd (County of Dublin) Regiment of Foot        |
| Royal Irish Rangers (27th (Inniskilling) 83rd and 87th) | Royal Ulster Rifles                         | 86th (Royal County Down) Regiment of Foot       |
| Royal Irish Rangers (27th (Inniskilling) 83rd and 87th) | Royal Irish Fusiliers (Princess Victoria's) | 87th (Royal Irish Fusiliers) Regiment of Foot   |
| Royal Irish Rangers (27th (Inniskilling) 83rd and 87th) | Royal Irish Fusiliers (Princess Victoria's) | 89th (The Princess Victoria's) Regiment of Foot |

## Colonels du régiment
Les colonels du régiment étaient :
- 1968-1972 : général de corps d'armée Sir Ian Cecil Harris, KBE, CB, DSO (ex Royal Ulster Rifles) ;
- 1972-1977 : général de division James Herbert Samuel Majury, CB, MBE ;
- 1977-1979 : général de division David N.C. (O'Morchoe), The O'Morchoe, CB, MBE ;
- 1979-1985 : général de division Humphrey Edgar Nicholson Bredin, DSO, MC ;
- 1985-1990 : brigadier Mervyn Noel Samuel McCord, CBE, MC, AMBIM ;
- 1990-1992 : général sir Roger Neil Wheeler, GCB, CBE, ADC ;

- 1992 : le régiment est fusionné avec l'Ulster Defence Regiment pour former le Royal Irish Regiment.

## Voir également
- Army Ranger Wing